# Premis Ondas 2001
Els Premis Ondas 2001 van ser la quaranta-vuitena edició dels Premis Ondas, fallats el 31 d'octubre de 2001. La gala d'entrega dels premis del 29 de novembre fou retransmesa des del Palau Nacional al Telecinco. Va ser presentada per Iñaki Gabilondo i Gemma Nierga, i comptà amb una presentació paral·lela del duet Gomaespuma i les actuacions d'Estopa, La Oreja de Van Gogh, Paulina Rubio, Cher, Jennifer López, Manolo García, Rosana, Juan Gabriel, Tamara i Raúl.

## Premis nacionals de ràdio
- Millor programa de ràdio de difusió nacional: Hoy por hoy - Iñaki Gabilondo (Cadena SER)
- Millor programa de ràdio local: Problemes domèstics - Manel Fuentes (RAC 1)
- Millor presentador o programa musical: El ambigú - Diego A. Manrique (RNE – Radio 3)
- Millor programa especial o millor cobertura d'un esdeveniment nacional o internacional: Serveis informatius de la Cadena SER
- Millor programa o espai radiofònic que destaqui por la seva originalitat, innovació o servei a la societat: Hoy es Domingo - Concha García Campoy
- Millor espai publicitari en ràdio: “Clack” de Coca-cola (Agencia: McCann-Erickson; directors Creatius: Juan Nonzioli i Marcos Garcia, equip creatiu: Javier Pérez i Ignacio Padilla

## Internacionals de ràdio
- Fragments in time - BBC Radio 4
- Papa holt euch nach Hause! - SFB-ARD
- A day in the life of Kitty Sway -Raidió Teilifís Éireann

## Premis nacionals de televisió
- Millor sèrie: Al salir de clase- (Telecinco)
- Millor programa d'entreteniment: El informal - (Telecinco)
- Millor labor professional: Rosa Maria Calaf
- Programa més innovador: exaequo El vagamundo (Canal Sur) i Desesperado Club Social (Antena 3)
- Millor programa especialitzat: ex aequo El laberinto del Tibet (Canal+) i 23F des de dins (TV3[3]

## Internacionals de Televisió
- Report – Ipocrisia di Stato - Rai 3
- Heritage for sale, Sveriges Television
- Man bijt hond – Hombre muerde a perro – Radio Ecuador - VRT (Bèlgica)

## Iberoamericans
- Millor programa, professional o emissora de ràdio: Mesa especial de Monitor de José Gutiérrez Vivó, Infored (Mèxic)
- Millor programa, professional o emissora de televisió: Quiero llorar a mares - Televisión Nacional de Chile (Xile)

## Cinema
- Millor director: Marc Recha i Batallé per Pau i el seu germà
- Millor actor: Daniel Giménez-Cacho per Sin vergüenza
- Millor actriu: Paz Vega per Lucía y el sexo
- Millor pel·lícula espanyola: Los Otros d'Alejandro Amenábar
- Premi Cinemanía: Vicente Aranda

## Música
- Millor artista o grup espanyol: La Oreja de Van Gogh
- Millor àlbum: El viaje de Copperpot de La Oreja de Van Gogh
- Millor cançó: Herida de amor de Tamara
- Millor artista o grup en directe: M-Clan
- Millor artista o grup revelació espanyol: Papá Levante
- Millor artista o grup llatí: Carlos Baute
- Millor artista o grup revelació llatí: Paulina Rubio
- Millor clip: El Alma al aire d'Alejandro Sanz del realitzador: Alejandro Toledo
- A la millor obra flamenca de l'últim any: Mi cante y un poema d'Estrella Morente
- A la labor més notòria en música clàssica: Ainhoa Arteta
- Premi Ondas Especial del Jurat per la seva trajectòria en el món del flamenc a: Antonio Núñez El Chocolate
- Premi Ondas Especial del Jurat per la seva trajectòria a: Antonio Vega
- Premi Ondas Especial de l'organització per la seva contribució al Pop Espanyol: Manolo García
- Esment especial de l'Organització per la seva contribució a la música llatina: Jennifer López
- Esment especial de l'Organització per la seva trajectòria musical: Cher
- Esment especial de l'Organització per la seva aportació a la música llatina: Juan Gabriel